# イヴァン・ユーリエヴィチ (クルスク公)
イヴァン・ユーリエヴィチ（ロシア語: Иван Юрьевич、? - 1147年2月24日）は、ロストフ・スーズダリ公ユーリー・ドルゴルーキーと、ポロヴェツ族のハン・アエパの娘との間に生まれた2番目の息子である。クルスク公（在位：1146年 - 1147年）。

## 概要
イヴァンに関する最初の言及は1146年の史料においてである。この年、イヴァンの父のユーリーと、チェルニゴフ公スヴャトスラフは同盟に合意した。その条件の一つとして、イヴァンはスヴャトスラフからクルスクを譲渡されている。同年秋には父によって、スヴャトスラフの援軍に派遣されている。また、イヴァンの父のユーリーとキエフ大公イジャスラフとのキエフ大公位をめぐる戦争に参加した。しかしこの戦争の過程における1147年に、父のユーリーは同盟者のチェルニゴフ公スヴャトスラフの元へ、ベロオゼロのドルジーナ隊の中からトィシャツキー（千人長）のブロンニコフを援軍として向かわせたが、この時期にイヴァンは重病を発した。そのまま快復せず、同年2月24日に死亡した。家族・子孫に関する記述は残されていない。